# Skagit (řeka)
Skagit River (/ˈskædʒᵻt/ SKAJ-) je řeka v jihozápadní části Britské Kolumbie v Kanadě a severozápadní části státu Washington ve Spojených státech o délce přibližně 150 mi (240 km). Řeka a její přítoky svádějí vodu z 1,7 milionů akrů (6900 km2) Kaskádového pohoří podél severního konce Pugetova zálivu a vlévá se do zálivu.
Pro povodí Skagit je typické mírné přímořské podnebí. Teploty se pohybují od minima -21 °C zaznamenaného v Newhalemu po vysokých 43 °C. Větší extrémy jsou pravděpodobnější v horách. Nejvyšší teploty se zaznamenávají v červenci, nejnižší jsou v lednu.

## Tok
Řeka Skagitr stoupá průsmykem Allison v Severních Kaskádách Britské Kolumbie. Odtud teče na severozápad podél dálnice Crowsnest, která kopíruje řeku až do parku Manning Provincial. Tam se náhle stočí k jihu, kde se do ní z pravé strany vlévá potok Snass, pak vstupuje do parku Skagit Valley Provincial Park v místě, kde se do ní z pravé strany vlévá řeka Sumallo. Následuje opět zprava řeka Klesilkwa, a Skagit se obrací k jihovýchodu a směřuje do jezera Ross, kde kříží kanadsko-americké hranice, a vstupuje státu Washington.
Jezero Ross je tvořeno přehradou Ross a je přibližně 39 km dlouhé. Klikatí se na jih přes Národní rekreační oblast Ross Lake Zde se do řeky zprava vlévá potok Beaver Creek a zleva potok Ruby Creek. Po překonání přehrady řeka vstupuje do jezera Diablo tvořícího přehradu Diablo Dam, a ještě než proteče třetím a posledním jezerem, Gorge Lake, jež tvoří přehradu Gorge Dam, se do ní zleva vlévají potoky Thunder a Colonial. Všechny tři přehrady jsou součástí hydroelektrického projektu řeky Skagit.
Za přehradou Gorge Dam je řeka často suchá, protože její vody byly odkloněny na výrobu elektřiny ve vodních elektrárnách. Za Newhalemem se voda opět do řeky vrací. potoky Copper Bacon, které oba tečou z Národního parku Severní kaskády, se do Skagit vlévají z pravé strany, když se za Marblemountem pomalu vine přes údolí využívané k zemědělské výrobě. Z levé strany se do ní vlévá řeka Cascade River, a u Rockportu se do ní zleva vleje její hlavní přítok, řeka Sauk River.
Po soutoku s řekou Sauk se Skagit otáčí na západ, teče kolem města Concrete a vlévá se do ní její druhý největší přítok zprava, řeka Baker River. Řeka dále proudí na západ, přes města Sedro-Woolley a Mount Vernon. Na místě bývalého města Skagit City se rozdvojuje na severní a jižní tok, které tak vytvářejí ostrov Fir Island. Oba tyto dva toky se pak vlévají do Skagitského zálivu, ramena Pugetova zálivu.

## Historie

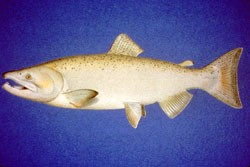
Losos chinook

Skagit poskytuje stanoviště pro tření lososa. Je to jediný velký říční systém ve Washingtonu, který obsahuje zdravé populace všech pět domácích druhů lososa a dva druhy pstruha. 
Řeka podporujeútočiště jedné z největších zimujících populací orla bělohlavého ve Spojených státech. Orli se živí  dvěma druhy lososa, které se vrátil i ke tření v řece Skagit a jejích přítocích. Orli přilétají na konci října nebo začátkem listopadu a zůstávají do února. Nejvyšší počet orlů je obvykle pozorován v lednu. Tito orli pocházejí z vnitrozemí Kanady a dokonce až z Aljašky a Montany. Když je lososů dostatek, k řece přitáhne až 600 - 800 orlů.

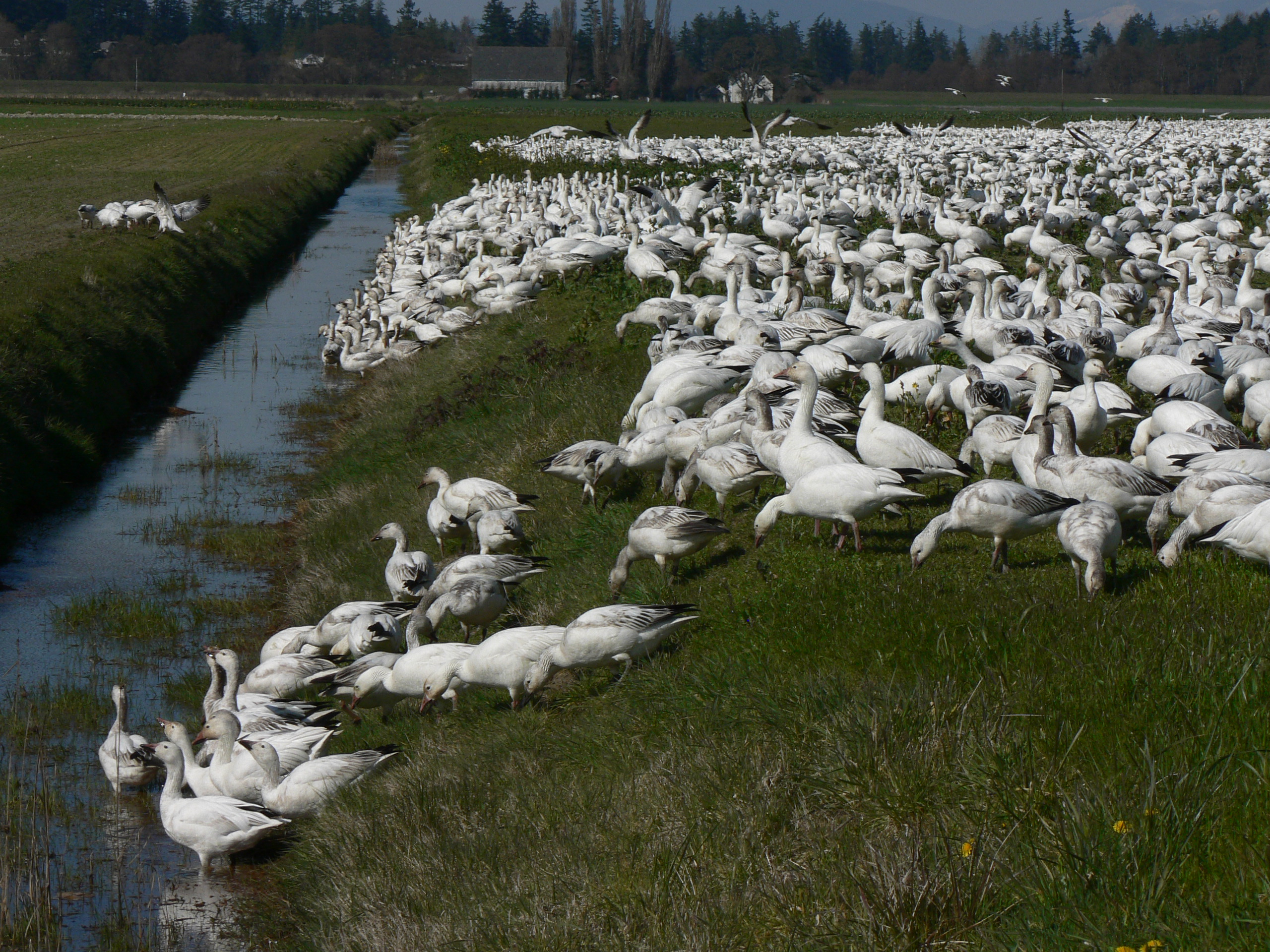
Delta řeky Skagit je důležitým zimním stanovištěm pro husy sněžní

V estuáru Skagit River přezimují tisíce hus sněžních. Tyto husy se živí rostlinami z přílivového pásma, jako je například sítina , a přitahují je také nedaleká pole, kde na polích nachází zbytky brambor. K ústí řeky se stahují také labutě druhu Cygnus buccinator. V údolí Skagit může být od října do února až několik set labutí.
V minulosti se v přílivovém ústí Skagit vyskytovaly v porostu myrtovitých přehrady bobrů. Ty se za přílivu zalévaly vodou, ale při odlivu se v jejich rybnících živili mladí lososi.
Kotlina řeky Skagit poskytuje příhodné životní prostředí stovkám druhů zvířat. 

## Geologie

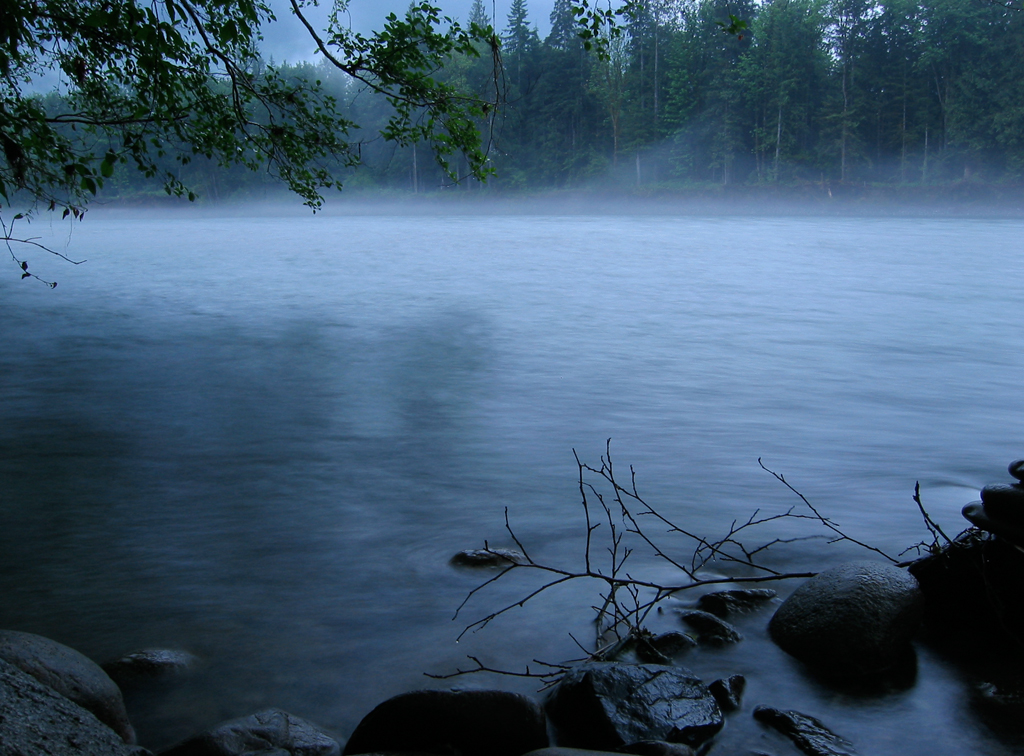
Řeka Skagit v blízkosti Marblemount

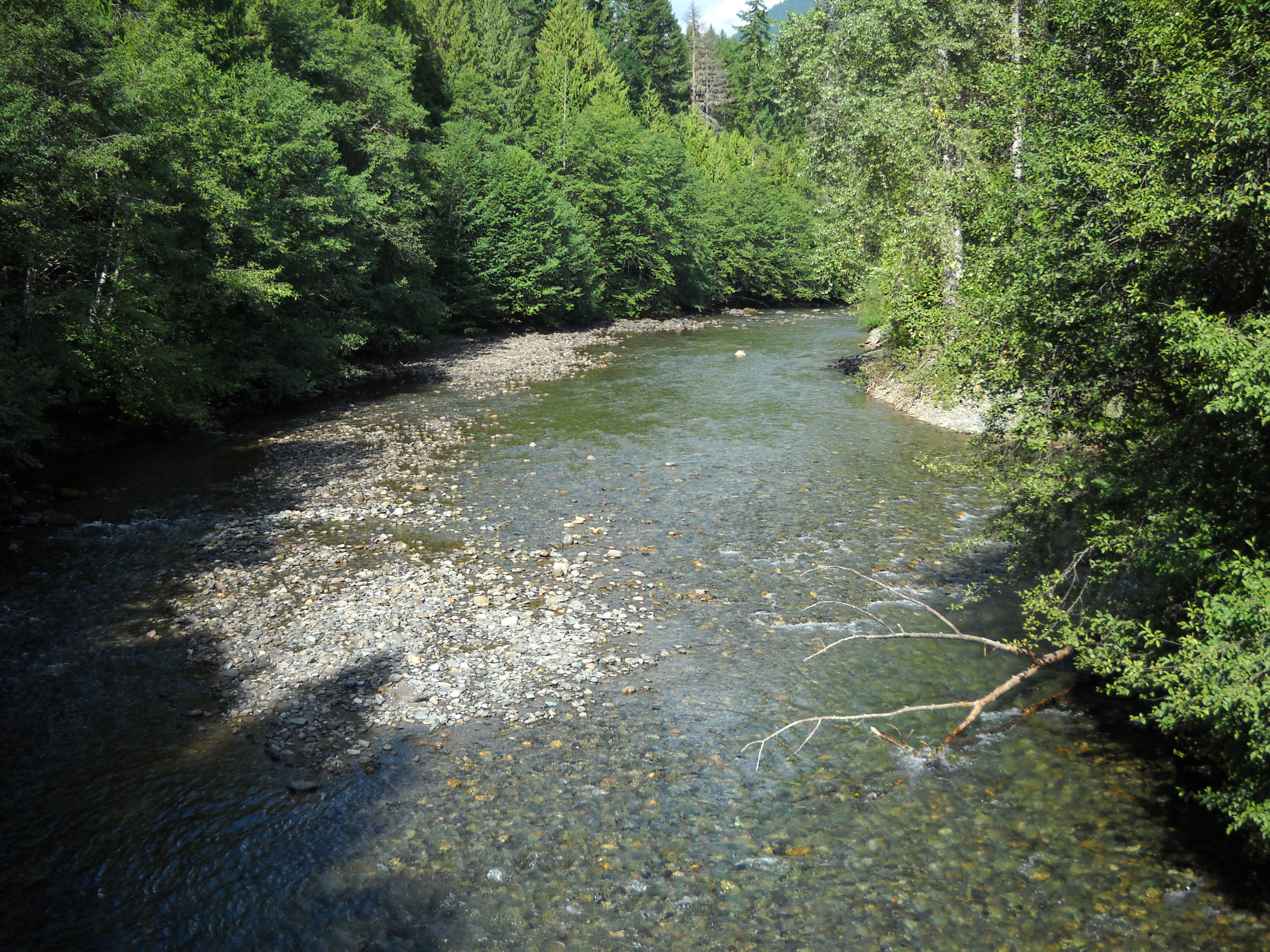
Pohled proti proudu na mostě 26 Mile Bridge v kanadské Britské Kolumbii

Řeka Skagit byla velmi ovlivněna opakovaným rošiřováním a ústupem pevninského ledového příkrovu Kordiller. Často ji blokovaly morény ledu a štěrku a nutily ji vlévat se do jezer a odtékat na jih do budoucí řeky Stillaguamish River. Po ústupu ledu řeka narušila morénovou hráz poblíž Concretu a našla si současné koryto. Řeky Sauk River a Suiattle River se dále vlévaly do budoucí řeky Stillaguamish River, dokud se nezastavila suť z erupce Glacier Peaku. V blízkosti současného města Darrington tím vznikl náplavový kužel a také soutok Skagit s dvěma řekami na severu.
Nad Newhalemem Skagit protéká hlubokou roklí, silně kontrastující s ledovcovým údolím pod Newhalemem. Jedna z několika teorií o této anomálii je ta, že horní tok Skagit kdysi odtékal směrem na sever do Kanady, a obrat přinesl růst a ústup po sobě jdoucích toků ledu. Každý postup zablokoval na řeku a nutil ji hledat nové cesty k jihu, přičemž se vyrývaly hluboké soutěsky. Nakonec byla soutěska Skagit tak hluboká, že když led nadobro ustoupil, řeka i nadále proudila na jih místo na kanadský sever.
Povodí řeky Skagit je tvořeno vysokými vrcholy a hlubokými údolími. Nejvyšší body páve jsou dvě sopky: Mount Baker (3,286 m) a Glacier Peak (3,213 m). Většina plochy pánve leží nad nadmořskou výškou 610 m. Tok řeky končí v Pugetově zálivu, kde se řeka vlévá do moře.

## Hospodářství

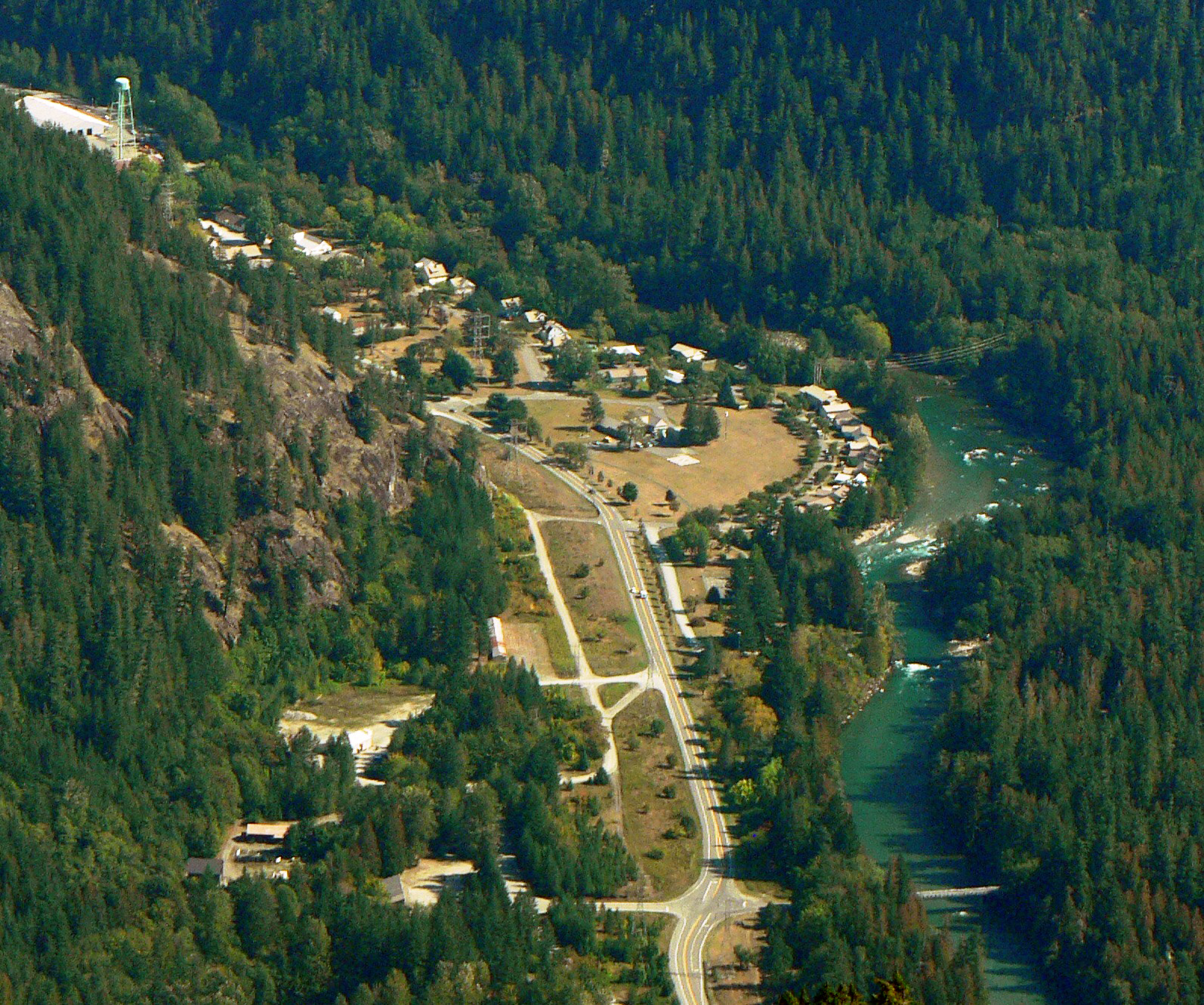
U Newhalemu vede silnice Route 20 v těsné blízkosti řeky Skagit

Projekt Skagit River Hydroelectric Project je skupina tří velkých přehrad zbudovaných ve 20. a 30. letech 20. století. Pro Seattle a další obydlené oblasti v okolí jsou hlavním zdrojem elektřiny z vodních zdrojů. Město Seattle nechalo postavit železnici Skagit River Railway, aby k přehradám pomáhala dopravit dělníky a stavební materiály. Řeka je v současnosti oblíbeným místem pro rafting a muškaření.